# Мирзоев, Имран Мирзали оглы
Имран Мирзали оглы Мирзоев (азерб. İmran Mirzalı oğlu Mirzəyev; 5 сентября 1910, Казахский уезд — 1983, Казахский район) — советский азербайджанский хлопковод, Герой Социалистического Труда (1950).

## Биография
Родился 5 сентября 1910 года в селе Шыхлы Вторые Казахского уезда Елизаветпольской губернии (ныне село в Казахском районе Азербайджана).
Окончил Азербайджанский сельскохозяйственный институт.
С 1935 года — младший научный работник НИИ хлопководства Азербайджанской ССР. С 1936 года — агроном, с 1940 года — старший агроном, с 1942 года — директор Казахской МТС. Позже — председатель колхоза имени М. Гусейн-заде, директор совхоза. С 1975 года — агроном управления сельского хозяйства Казахского района. В 1949 году в обслуживаемых колхозах получил урожай хлопка 29 центнеров с гектара на площади 2279 гектаров.
Указом Президиума Верховного Совета СССР от 12 июля 1950 года за получение высоких урожаев хлопка на поливных землях в 1949 году Мирзоеву Имрану Мирзали оглы присвоено звание Героя Социалистического Труда с вручением ордена Ленина и золотой медали «Серп и Молот».
Активно участвовал в общественной жизни Азербайджана. Член КПСС с 1943 года. Депутат Верховного Совета Азербайджанской ССР 4-го созыва.
Скончался в 1983 году.